# Vestal

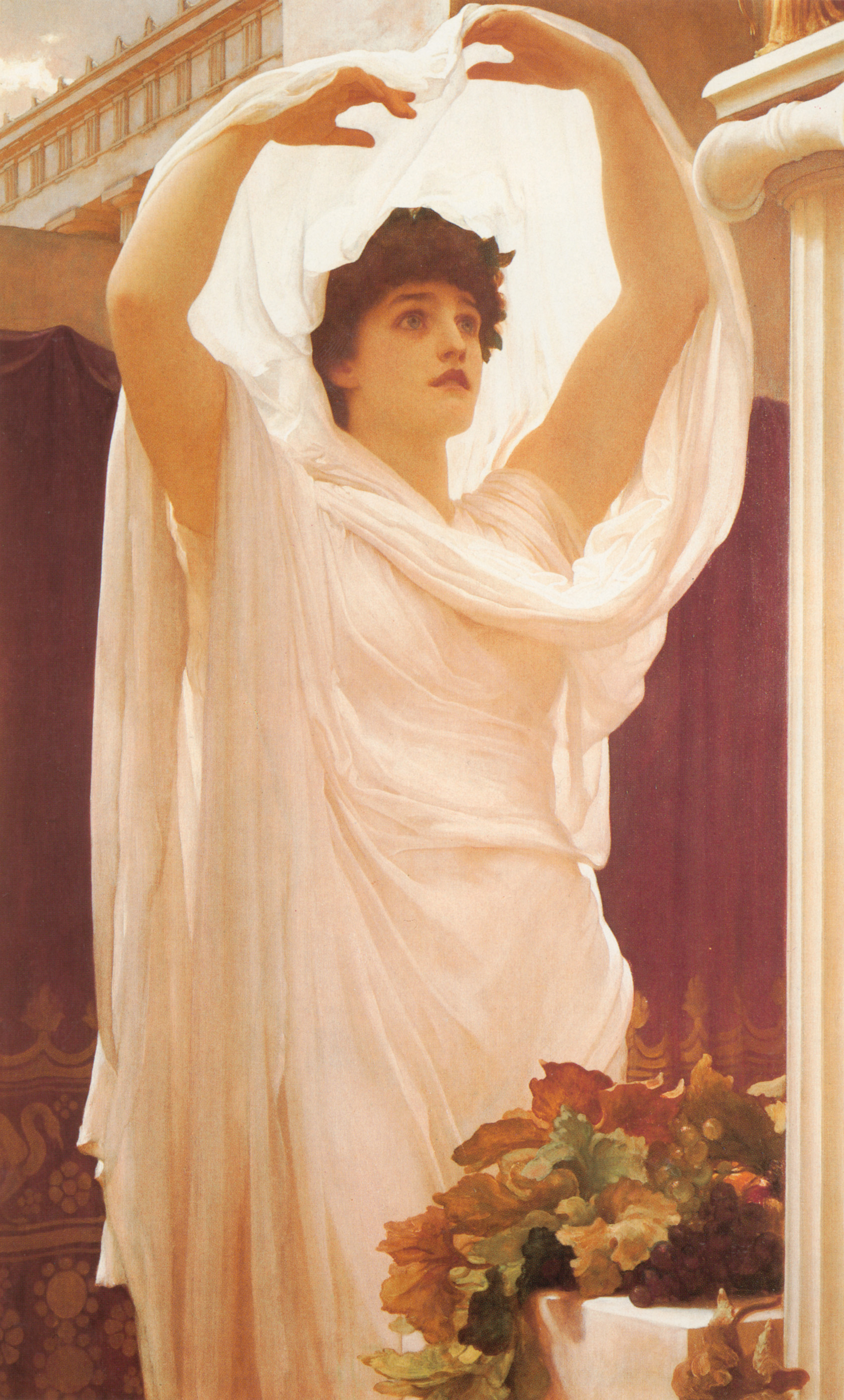
Vestal. Gravyr av Frederick Leighton, cirka 1890.

Vestalerna var gudinnan Vestas prästinnor i antikens Rom, och hade till uppgift att vakta och vårda den heliga elden som brann dag och natt i Vestas tempel. Dessutom fullgjorde de andra religiösa funktioner och deltog i offentliga ceremonier. De hade rätt att benåda brottslingar, och det var belagt med dödsstraff att förgripa sig på en vestal. Vestalerna hade en unik ställning som det enda heltidsanställda prästerskapet vid en romersk statskult, och var en av endast två som bestod av kvinnor (den andra var Sacerdos Cereris).

## Historik
I romerska hem symboliserade familjens härd familjens och hemmets kontinuitet. Denna sköttes av en ogift dotter i huset, eftersom en jungfru inte tillhörde någon man, utan istället kunde representera ett begrepp (hemmet och familjen). När Rom var ett kungadöme sköttes den kungliga härden av en ogift prinsessa, och symboliserade på samma sätt kungafamiljens och statens kontinuitet.
När den romerska republiken grundades år 509 f.Kr., blev den kungliga härden statens härd och helgad åt Vesta. Vestas härd kom då att symbolisera statens och det romerska folkets kontinuitet, och de romerska prinsessorna ersattes då av en vestal, anställd av staten. Ursprungligen fanns det troligen bara en vestal, men de utökades vid okänd tidpunkt till sex.

### Utnämning
Vestalerna valdes ut av Pontifex maximus, som sedan fungerade som deras överordnade, med befogenhet att inspektera dem och utdöma bestraffningar. Under kejsartiden var det kejsaren själv som innehade det ämbetet. 
Det var ursprungligen endast döttrar till föräldrar som hade ingått ett äktenskap enligt confarreatio-ceremonin, som var den traditionella äktenskapsformen för patricier, och som förrättades av översteprästerna Flamen Dialis och Pontifex Maximus, som kunde utses.
Kejsar Augustus befriade patricierfamiljer med minst tre barn från att få sina döttrar utvalda mot sin vilja, och gjorde det formellt tillåtet även för döttrar till frigivna slavar att bli utvalda. 

### Uppgifter och villkor
Vestalerna var alltid sex till antalet, högättade och utvalda i ung ålder, med en övervestal med titeln Vestalis Maxima. De var det enda heltidsanställda statliga prästerskapet i Rom, och var vid sidan av Ceres prästinnor ett av endast två som bestod av kvinnor. De valdes ut mellan sex och tio års ålder, och hade en tjänstgöringsperiod på trettio år. Därefter försågs de med en hemgift och kunde gifta sig om de ville. 
Vestalernas uppgift var att hålla liv i Vestas eviga eld. En vestal som låtit elden slockna kunde bestraffas med bli gisslad. Vestalerna närvarade vid de flesta offentliga högtider och assisterade vid ceremonier för många andra gudar utöver Vesta, även fruktbarhetsceremonier. Detta kan verka motsägelsefullt för en vestal, men en jungfru kunde också ses som en behållare för en icke använd, och därmed desto intensivare, fertilitet och sexualitet.

### Privilegier
Vestalerna hade en högt aktad ställning i Rom och levde ett privilegierat liv. Enligt en lag från 451 f.Kr. var de uttryckligen befriade från förmynderskap, med laglig rätt att själv kontrollera sin egendom och sina egna affärer, och undantogs från lagar som gällde andra kvinnor. De stod därmed formellt sett utanför sin familj och kunde bara ärva och lämna egendom i arv genom testamente. De var de enda kvinnorna i Rom som hade tillstånd att färdas i öppen triumfvagn (carpentum) åtföljda av en lictor som annonserade deras ankomst och beredde väg för dem. I offentliga sammanhang intog vestalerna hedersplatsen, och satt till exempel tillsammans med kejsaren vid teaterföreställningar. 

### Kyskhetslöfte
Vestalerna avgav kyskhetslöfte och straffet för brott mot detta var levande begravning. Tanken med en metod som inte dödade den dömda direkt var att om en vestal hade blivit oskyldigt dömd, så skulle Vesta själv ha en möjlighet att rädda henne från det valv där hon blivit instängd. Färre än tio sådana avrättningar är kända under de nästan tusen år ämbetet existerade.
I praktiken tycks toleransen för ett brutet kyskhetslöfte ha varit stor, under förutsättning att det inte blev offentligen avslöjat. I rättegångarna mot tre vestaler 115-113 f.Kr. framkom att deras kärleksaffärer var vida kända och tolererade bland Roms överklass och inte hade lett till några efterverkningar förrän de blev anmälda av en av sina slavar.
Statens intresse för att hålla efter vestalernas efterlevnad av kyskhetslöftet tycks ha varierat beroende på styret: kejsar Domitianus var till exempel särskilt nitisk. Under tider när Rom hade råkat ut för en olycka, så som nederlaget vid Cannae 216 f.Kr., brukade staten intressera sig för en undersökning av vestalernas dygd för att utröna om ett eventuellt brott från deras sida var orsaken till statens olycka, och det var inte ovanligt att manliga politiker använde anklagelser mot vestalerna för att försvåra varandras karriärer.

### Upplösning
År 391 lät Theodosius I släcka den eviga elden i Vestatemplet under sina förföljelser av hedningar i romarriket, och förbjöd vestalerna att fortsätta sin verksamhet.